# Cmentarz żydowski w Komarowie-Osadzie

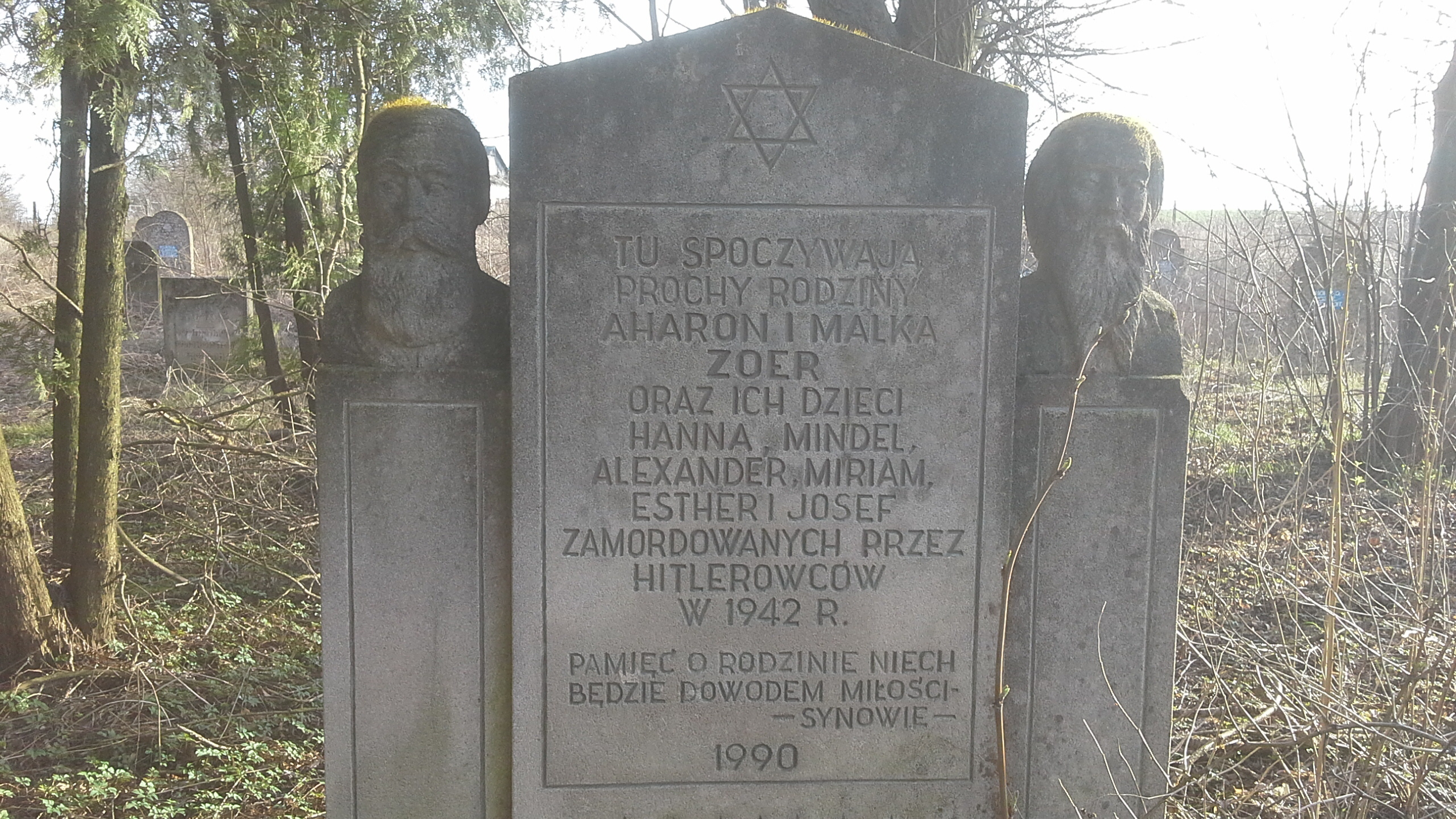
pamiątkowy pomnik rodziny Zoer

Cmentarz żydowski w Komarowie-Osadzie – został założony w I połowie XVIII wieku. Ma powierzchnię 0,8 ha i znajduje się w zachodniej części miejscowości. Został zdewastowany podczas II wojny światowej, proces ten był kontynuowany w okresie PRL. W 1998 roku kirkut został odrestaurowany staraniem Moritza Trosta – komarowskiego Żyda zamieszkałego w Niemczech. Do naszych czasów zachowało się kilkadziesiąt macew. W centralnej części nekropolii znajdują się groby ofiar Holocaustu.